# Župnija Gora pri Sodražici
Župnija Gora pri Sodražici je rimskokatoliška teritorialna župnija dekanije Ribnica nadškofije Ljubljana.